# Allocosa mirabilis
Allocosa mirabilis är en spindelart som först beskrevs av Embrik Strand 1906.  Allocosa mirabilis ingår i släktet Allocosa och familjen vargspindlar.
Artens utbredningsområde är Etiopien. Inga underarter finns listade i Catalogue of Life.